# Cyklohexanol
Cyklohexanol er en organisk forbindelse med formlen (CH2)5CHOH. Molekylet er relateret til cyklohexan ved udskiftning af et brintatom fra en hydroxylgruppe. Denne sammensætning eksisterer som en henflydene farveløs substans, som når er meget ren, smelter ved stuetemperatur. Millioner af tons produceres årligt, hovedsageligt som en forløber for nylon.

## Fremstilling
Cyklohexanol fremstilles ved oxidation af cyklohexan i luften, typisk ved hjælp af koboltkatalysatorer:
C6H12 + 1/2 O2 → C6H11OH
Denne proces medformer cyklohexanon, og denne blanding ("KA-olie" til keton-alkohololie) er den vigtigste råvare til fremstilling af adipinsyre. Oxideringen indebærer roden for hydroperoxiden C6H11O2H. Alternativt kan cyklohexanol være fremstillet ved hydrogenering af fenol:
C6H5OH + 3 H2 → C6H11OH
Denne proces kan også indstilles til at favorisere dannelsen af cyklohexanon.

## Grundlæggende reaktioner
Cyklohexanol gennemgår de vigtigste reaktioner, som der forventes for en sekundær alkohol. Oxidation giver cyklohexanon, som omdannes i stor skala i industrien til oxim, en forløber for kaprolactam. Som et laboratorium, kan denne oxidation ske med kromsyre.
Esterificeringsprocessen giver de kommercielt nyttige derivater dicyklohexyladipat og dicyklohexylftalat, der bruges som blødgørere. Opvarmning i tilstedeværelse af syre-katalysatorer konverterer cyklohexanol til cyklohexen.